# Jason Robert Brown
Pour les articles homonymes, voir Brown.
Cet article possède un paronyme, voir Jason Brown (homonymie).
Jason Robert Brown est un compositeur, parolier et dramaturge américain de théâtre musical né le 20 juin 1970. Il est lauréat de trois Tony Awards pour son travail sur Parade et The Bridges of Madison County.

## Biographie
Jason Robert Brown grandit dans la banlieue de New York et fréquente l'Eastman School of Music de Rochester, New York pendant 2 ans, partageant la chambre avec son camarade et chanteur Christopher Mooney. Pendant l'été, il assiste au French Woods Festival of the Performing Arts à Hancock, New York. Il déclare que Sweeney Todd: The Demon Barber of Fleet Street et Sunday in the Park with George étaient deux de ses plus grandes influences, et sans eux, il aurait rejoint un groupe de rock et aurait essayé d'être Billy Joel.
Il commence sa carrière à New York en tant qu'arrangeur, chef d'orchestre et pianiste, travaillant sur des spectacles tels que A New Brain de William Finn et jouant dans plusieurs boîtes de nuit et piano-bars de la ville. Songs for a New World a marqué la première grande production new-yorkaise de chansons de Brown. Revue off-Broadway à diffusion limitée, le spectacle a été mis en scène par Daisy Prince, fille du réalisateur/producteur Harold Prince. La chanson Stars and the Moon est depuis devenue un standard du cabaret et est probablement la composition la plus connue de Brown à ce jour.
Il est ensuite embauché pour écrire des chansons pour la comédie musicale Parade de Broadway, basée sur le procès et le lynchage de Leo Frank, après avoir rencontré Harold Prince. Parade, mis en scène par Prince et accompagné d'un livret d'Alfred Uhry, a valu à Brown le Tony Award 1999 de la meilleure musique originale. Durant cette production, Livent, l'un des producteurs de Parade, s'est retiré après que les critiques n'aient pas été aussi positives qu'il l'espérait. RCA Victor, l'autre producteur majeur, a décidé de se retirer également. Brown a déclaré à propos de l'événement en 1999 : « Livent a abandonné peu de temps après la publication des critiques. Ils ont annoncé qu'ils ne dépenseraient plus un centime pour le spectacle. RCA avait un accord pour enregistrer toutes les spectacles de Livent, mais lorsqu'il s'est s'est retiré de Parade, les hauts responsables de RCA ont dit qu'ils se retiraient également. J'ai dû aller voir Billy Rosenfield et lui demander : " Et si nous payions pour ce disque et que vous le distribuiez ? " Billy a répondu : "Bien sûr." Brown a dû essayer de récupérer de l'argent de tous les côtés. "En fin de compte, RCA a investi 25 000 $, le Lincoln Center a mis une grosse part, environ  200 000 $, y compris les  25 000 $ du producteur Scott Rudin, et il y avait une contribution de 40 000 $ de la fondation Gilman et Gonzalez-Falla, qui a aidé à soutenir de nombreux compositeurs de théâtre musical au fil des ans. Même Roy Furman, le nouveau venu chez Livent, nous a donné un peu d'argent. D'une manière ou d'une autre, nous avons réussi à nous ressaisir". Livent était également en difficulté à l'époque parce que l'entreprise avait mal géré ses fonds alors qu'elle demandait la protection contre les faillites. »
Brown recommence à travailler avec Daisy Prince pour son troisième grand spectacle The Last Five Years, pour lequel il a écrit le livret ainsi que les chansons. Inspiré par son propre premier mariage raté, le spectacle est une comédie musicale à deux qui raconte l'histoire d'une relation sous deux perspectives différentes. Le récit masculin commence au début de l'histoire et progresse à travers le mariage, l'infidélité et le divorce, tandis que le récit féminin commence à la fin de la relation et se termine avec le premier rendez-vous du couple ; la seule interaction directe des deux acteurs a lieu à mi-chemin, pendant la séquence de mariage. Le casting original de Chicago était composé de Norbert Leo Butz et Lauren Kennedy, avec Sherie Rene Scott. The Last Five Years ont reçu des critiques mitigées et n'ont pas été un succès commercial, n'ayant duré que deux mois off-Broadway, bien que Brown ait remporté 2 Drama Desk Awards pour la musique et les paroles. De plus, grâce à l'enregistrement de la distribution mettant en vedette Scott et Butz, le spectacle a gagné en popularité parmi les aficionados du théâtre musical contemporain et est une pièce souvent jouée dans les théâtres régionaux et communautaires,. Une version cinématographique de la série, mettant en vedette Anna Kendrick et Jeremy Jordan, est sortie en février 2015.
Brown contribue sur plusieurs chansons de la comédie musicale Urban Cowboy. Il travaille comme orchestrateur avec le réalisateur Phillip Oesterman sur la comédie musicale Off-Broadway New York Rock et Oesterman fait appel à lui pour l'aider avec Urban Cowboy. Le spectacle s'était vu refuser l'utilisation du catalogue de Clint Black et Brown a écrit quelques chansons (avec l'aide du réalisateur Lonny Price, qui a remplacé Oesterman après sa mort ). Le spectacle a été nommé pour le Tony Award 2003 de la meilleure partition originale, perdant face à Hairspray,.
En juin 2005, Brown a sorti un album solo intitulé Wearing Someone Else's Clothes.
En décembre 2005, sa Chanukah Suite a reçu sa première mondiale avec deux représentations du Los Angeles Master Chorale au Walt Disney Concert Hall.
Il enseigne des cours d'interprétation et de composition de théâtre musical à l'Université de Californie du Sud. Brown est un interprète actif de son propre travail, chantant et jouant du piano avec ou sans son groupe, les Caucasian Rhythm Kings (Gary Sieger, guitare et Randy Landau, basse).
La comédie musicale 13 de Brown, destinée aux préadolescents, est créée au Mark Taper Forum à Los Angeles, en Californie, le 7 janvier 2007. Elle a débuté à Broadway le 5 octobre 2008 au Bernard B. Jacobs Theatre et s'est arrêtée le 4 janvier 2009,.

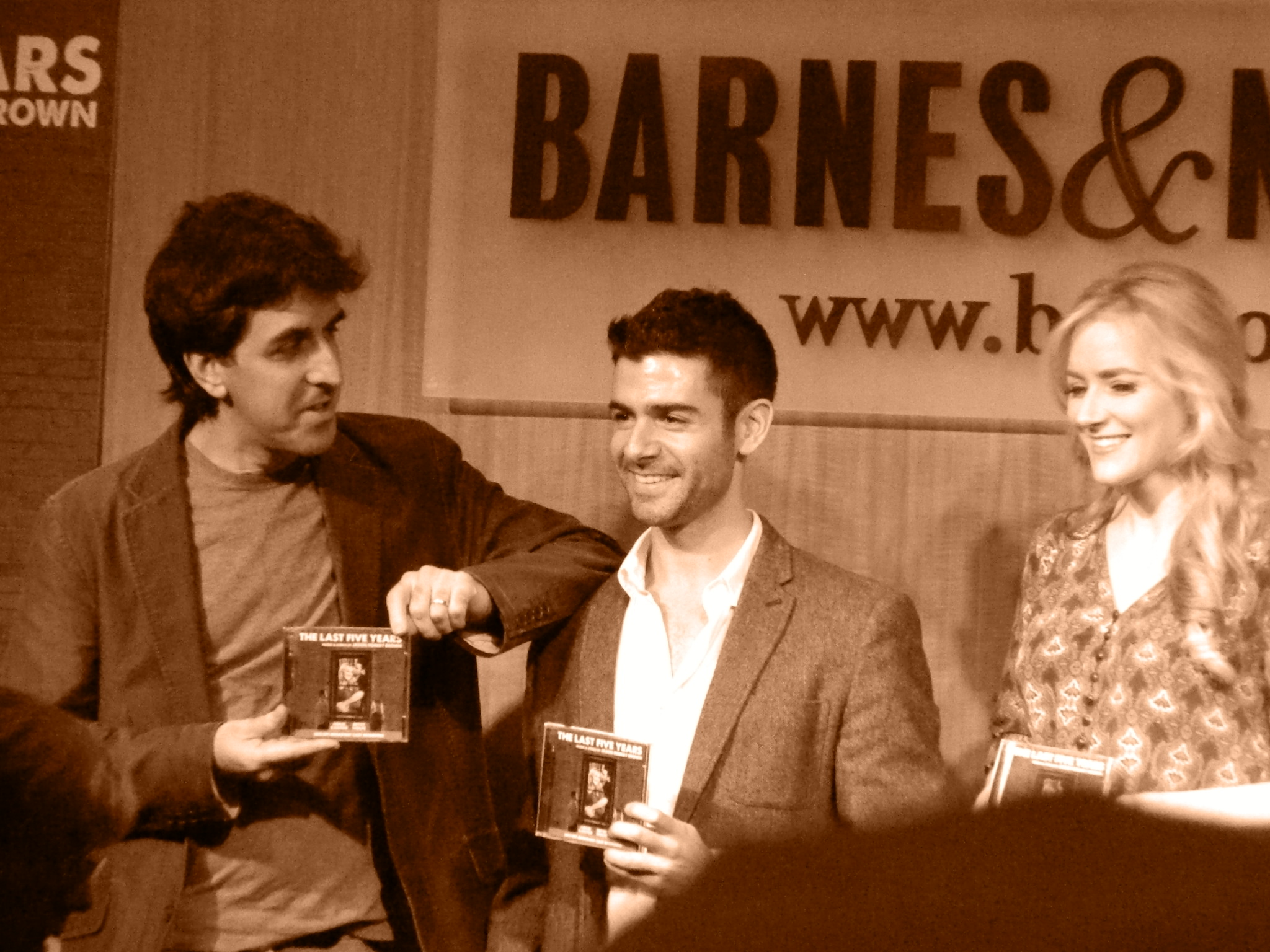
Brown lors d'une signature de CD en 2013 avec Adam Kantor et Betsy Wolfe, le casting de la reprise off-Broadway 2013 de The Last Five Years.

Son Bridges of Madison County, une adaptation musicale du film avec Marsha Norman, a été créée au Williamstown Theatre Festival le 1er août 2013. Mis en scène par Bartlett Sher, le casting présentait Elena Shaddow dans le rôle de Francesca et Steven Pasquale. La comédie musicale a débuté à Broadway le 27 février 2014 au Gerald Schoenfeld Theatre, avec Kelli O'Hara dans le rôle de Francesca.
En 2020, Brown travaillait sur un scénario pour une version cinématographique de 13, une adaptation musicale de Adieu ma concubine,, et une comédie musicale originale intitulée The Connector.
Jason Robert Brown a écrit la musique de la comédie musicale de 2022, Mr. Saturday Night avec des paroles d'Amanda Green et un livret de Billy Crystal, Lowell Ganz et Babaloo Mandel. Brown a été nommé pour la meilleure musique aux Tony Awards 2022.

## Vie privée
Brown est né à Ossining, New York. Il est de confession juive. Il était auparavant marié à Theresa O'Neill et leur mariage raté a inspiré sa comédie musicale The Last Five Years. Depuis 2003, Brown est marié à la compositrice Georgia Stitt. Ensemble, ils ont deux filles.

## Récompenses et nominations
| Année | Récompense                           | Catégorie                  | Œuvre                         | Résultat   |
| ----- | ------------------------------------ | -------------------------- | ----------------------------- | ---------- |
| 1999  | Tony Awards                          | Best Original Score        | Parade                        | Lauréat    |
| 1999  | Drama Desk Awards                    | Outstanding New Musical    | Parade                        | Lauréat    |
| 1999  | Drama Desk Awards                    | Outstanding Music          | Parade                        | Lauréat    |
| 1999  | Drama Desk Awards                    | Outstanding Lyrics         | Parade                        | Nomination |
| 1999  | New York Drama Critics' Circle Award | Best Musical               | Parade                        | Lauréat    |
| 2002  | Drama Desk Awards                    | Outstanding Music          | The Last Five Years           | Lauréat    |
| 2002  | Drama Desk Awards                    | Outstanding Lyrics         | The Last Five Years           | Lauréat    |
| 2002  | Drama Desk Awards                    | Outstanding Orchestrations | The Last Five Years           | Nomination |
| 2003  | Tony Awards                          | Best Original Score        | Urban Cowboy                  | Nomination |
| 2009  | Drama Desk Awards                    | Outstanding Lyrics         | 13                            | Nomination |
| 2014  | Tony Awards                          | Best Original Score        | The Bridges of Madison County | Lauréat    |
| 2014  | Tony Awards                          | Best Orchestrations        | The Bridges of Madison County | Lauréat    |
| 2014  | Drama Desk Awards                    | Outstanding Music          | The Bridges of Madison County | Lauréat    |
| 2014  | Drama Desk Awards                    | Outstanding Lyrics         | The Bridges of Madison County | Nomination |
| 2014  | Drama Desk Awards                    | Outstanding Orchestrations | The Bridges of Madison County | Lauréat    |
| 2014  | Outer Critics Circle Awards          | Outstanding New Score      | The Bridges of Madison County | Lauréat    |
| 2015  | Drama Desk Awards                    | Outstanding Music          | Honeymoon in Vegas            | Nomination |
| 2015  | Drama Desk Awards                    | Outstanding Lyrics         | Honeymoon in Vegas            | Nomination |
| 2015  | Drama Desk Awards                    | Outstanding Orchestrations | Honeymoon in Vegas            | Nomination |
| 2022  | Tony Awards                          | Best Original Score        | Mr. Saturday Night            | Nomination |